# Živorodka zlatá
Živorodka zlatá (latinsky: Poecilia gillii, slovensky: živorodka zlatá, anglicky: Liberty molly, Costa-Rica-Molly). Rybu poprvé popsal v roce 1863 rakouský zoolog a ichtyolog Rudolf Kner (24. srpen 1810 – 27. říjen 1869).

## Popis
Základní barvou je krémová až pastelová, zejména u samic. Po stranách těla má několik řad žlutých teček, samice z brakických vod mohou mít černé tečky. Samci mají na hřbetní a ocasní ploutvi červené lemování. Samice je výrazně větší, dorůstá 10,5 cm, samec maximálně 6,0 cm. Pohlaví ryb je snadno rozeznatelné: samci mají pohlavní orgán gonopodium, samice klasickou řitní ploutev.

## Biotop
Ryba se vyskytuje ve Střední a Jižní Americe. Ve vodách mezi Guatemalou, v tocích Rio Mptagua, Puente Quebrada Grande, Rio Tulumaje a Panamou, provincie Coclé Río Bayano. V Mexiku v Rio Grande. Ve vodách mezi Hondurasem a Kolumbií. V bažinách, potocích a mělkých vodách na Kostarice, zde se největší populace nachází ve stojatých vodách. Ryby se žijí také v brakických vodách.

## Chov v akváriu
- Chov ryby: Ryby je nutné chovat v hejnu s převahou samic v poměru 3–4 : 1. Ryba je vhodná i do společenského akvária. Samci jsou dominantní, projevuje se mezi nimi rivalita.[4]
- Teplota vody: 23–28 °C[4]
- Kyselost vody: 7,0–8,0 (7,2–7,8) pH[4][5]
- Tvrdost vody: Vyžaduje tvrdou vodu, 10–30 °dGH[4][5]
- Krmení: Jedná se o všežravou rybu, preferuje živou potravu, přijímá také vločkové, nebo mražené krmivo. Pro dobré vybarvení a růst by strava měla být pestrá.[4]
- Rozmnožování: Březost trvá 30 dní. Samice rodí 10–50 živých mláďat, které ihned plavou a loví potravu.[4]